# Inwolutyna
Inwolutyna – organiczny związek chemiczny z grupy diarylocyklopentenonów, występujący m.in. w grzybach z rodzaju Paxillus, gdzie jest biosyntezowana z atromentyny poprzez girocyjaninę i chamoniksynę. Redukuje jony Fe3+
, przypuszcza się, że bierze udział w reakcjach Fentona zachodzących podczas rozkładu martwej materii organicznej.